# پانا (هند)
پانا (به انگلیسی: Panna) یک منطقهٔ مسکونی در هند است که در Panna district واقع شده‌است. پانا ۵۹٬۰۹۱ نفر جمعیت دارد و ۴۱۰ متر بالاتر از سطح دریا واقع شده‌است.